# Tukanen
För fågeln, se Tukaner.
Tukanen (Tucana  på latin) är en stjärnbild på den södra stjärnhimlen. Den är en av de 88 moderna stjärnbilderna som erkänns av den Internationella astronomiska unionen.

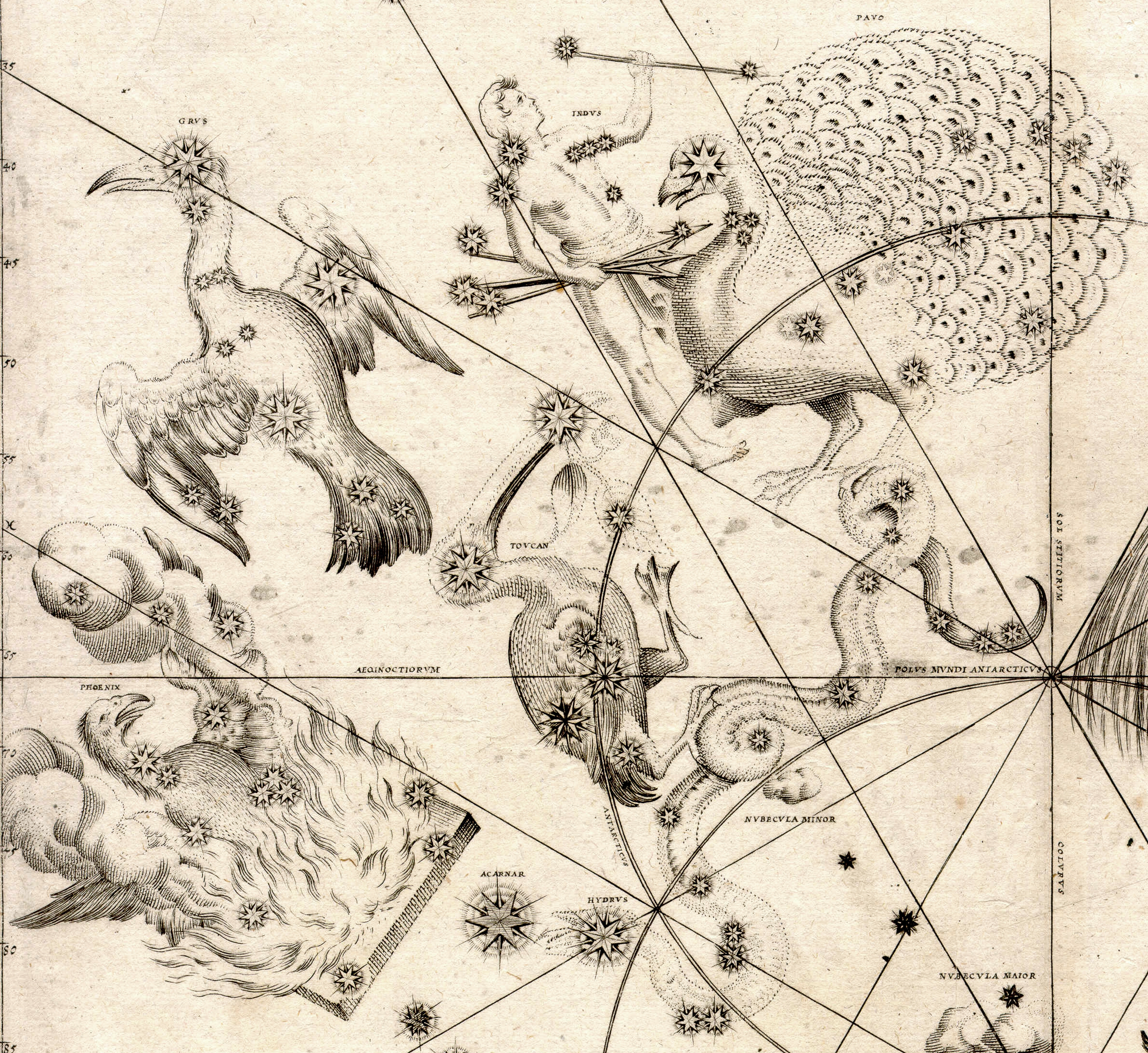
"De sydliga fåglarna" i Johann Bayers Uranometria, med Tukanen i mitten.

Stjärnbilderna Tukanen, Påfågeln, Fenix och Tranan kallas ibland ”De sydliga fåglarna”.

## Historia
Stjärnbilden var inte med när stjärnbilderna listades av astronomen Klaudios Ptolemaios på 100-talet e. Kr. i hans samlingsverk Almagest. 
Johannes Kepler var möjligen först bland européer att studera stjärnbilden och kallade den Anas Americana (amerikansk bläsand).
Stjärnbilden är en av de tolv stjärnbilder som namngavs av den nederländske astronomen Petrus Plancius efter kartograferna Pieter Dirkszoon Keyser och Frederick de Houtmans observationer. Den förekom första gången i en stjärnatlas som publicerades av Plancius och den flamländske kartografen Jodocus Hondius 1598. På bild förekom den första gången i Johann Bayers stjärnatlas Uranometria, som utkom 1603. Den franske astronomen Nicolas Louis de Lacaille gav stjärnbilden Bayer-beteckningar 1756.

## Stjärnor
Tukanen är en tämligen svag stjärnbild och utan stjärnor med egennamn.
- α - Alfa Tucanae är ljusstarkast med magnitud 2,82. Den är en orange jättestjärna av spektralklass K3 III.
- γ - Gamma Tucanae är en gulvit jätte av spektralklass F1 III och magnitud 3,99.
- ζ - Zeta Tucanae är en gulvit dvärgstjärna i huvudserien. Den är av spektralklass F9.5 V och magnitud 4,23.
- κ - Kappa Tucanae är en multipelstjärna med den sammanlagda magnituden 4,25.
- β - Beta Tucanae är en multipelstjärna där de två ljusstarkaste stjärnorna har magnitud 4,36 och 4,53.
- ε - Epsilon Tucanae är en blåvit subjätte med av spektralklass B9 IV och magnitude 4,49.
- δ - Delta Tucanae är en dubbelstjärna med magnitud 4,51.
- HD 4308 är en gul dvärg med magnitud 6,54 där en exoplanet upptäcktes 2005. Planeten har en massa på åtminstone 0,0442 av Jupiters och en omloppstid på 15,56 dygn.
- HD 5980 är en av de mest luminiösa stjärnor som astronomerna känner till. Den ligger i NGC 346 i Lilla magellanska molnet och har på grund av det stora avståndet bara magnitud 11,31. Dess absoluta ljusstyrka är -7,3.

## Djuprymdsobjekt

Större delen av Lilla magellanska molnet finns inom stjärnbilden Tukanens gränser.

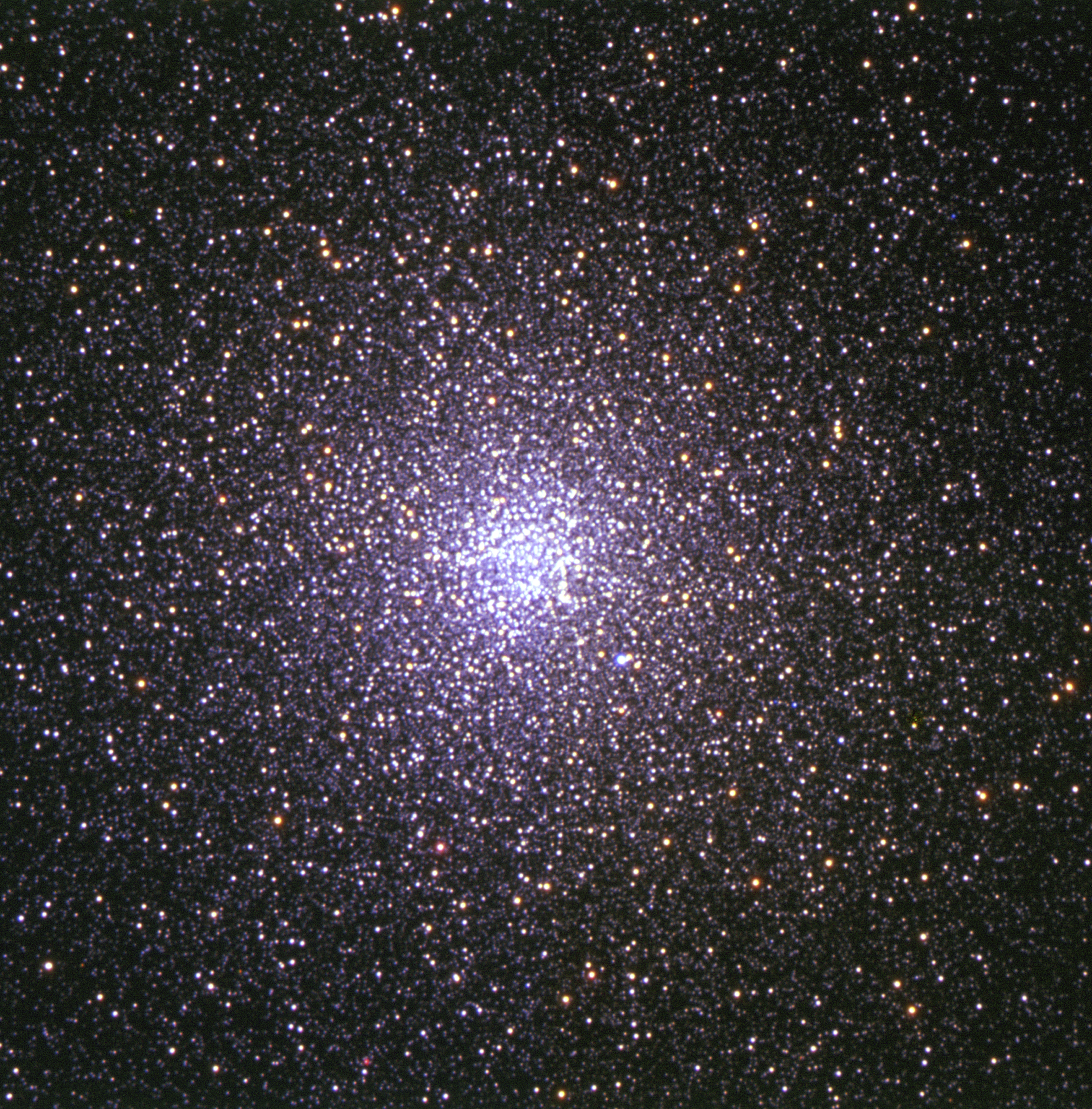
Den klotformiga stjärnhopen 47 Tucanae fotograferad av ESO (Europeiska sydobservatoriet).

Stjärnbilden har ett antal intressanta objekt, men innehåller inga Messierobjekt.

### Stjärnhopar
- NGC 104 (47 Tucanae) är stjärnhimlens näst ljusstarkaste klotformiga stjärnhop.[8] Endast Omega Centauri i Kentaurens stjärnbild är starkare. Dess magnitud är 4,91.
- NGC 290 är en öppen stjärnhop.
- NGC 346 är en öppen stjärnhop som innehåller den luminiösa stjärnan HD 5980.
- NGC 362 (Caldwell 104) är en klotformig stjärnhop, med magnitud 6,4.

### Galaxer
- Lilla magellanska molnet är en dvärggalax som är Vintergatans närmaste följeslagare bland galaxer, på ungefär 197000 ljusårs avstånd. Dess magnitud är 2,7.
- NGC 406 är en spiralgalax  på ungefär 65 miljoner ljusårs avstånd.

### Nebulosor
- NGC 248 är en emissionsnebulosa.

## Historia
Johannes Kepler var möjligen först bland européer att studera stjärbilden och kallade den Anser Americana (amerikansk bläsand).♧
Stjärnbilden är en av de tolv stjärnbilder som namngavs av den nederländske astronomen Petrus Plancius efter kartograferna Pieter Dirkszoon Keyser och Frederick de Houtmans observationer. Den förekom första gången i en stjärnatlas som publicerades av Plancius och den flamländske kartografen Jodocus Hondius 1598. På bild förekom den första gången i Johann Bayers stjärnatlas Uranometria, som utkom 1603. Den Frankrike|franske astronomen Nicolas Louis de Lacaille gav stjärnbilden Bayer-beteckningar 1756.